# Instituto Socioambiental
L'Instituto Socioambiental (ISA) és una organització no governamental brasilera que té com a objectius protegir el medi ambient i els pobles indígenes del Brasil. L'ONG es va crear el 1994 quan es va dividir el Centro Ecumênico de Documentação e Informações (CEDI) i el 2002 va rebre l'estatus d Organisação da Sociedade Civil de Interesse Publico (OSCIP). Entre els fundadors hi destacaren els antropòlegs Carlos Alberto Ricardo, Eduardo Viveiros de Castro i Isabelle Vidal Giannini.

## Organització
La seu central és a São Paulo, amb altres oficines a Brasília, Manaus, São Gabriel da Cachoeira, Boa Vista, Altamira, Canarana (Mato Grosso) i a Eldorado (Estat de São Paulo). Entre els patrocinadors hi ha: la Fundació Ford, l’ambaixada de Noruega, la Unió Europea i la Rainforest Foundation Norway (RFN). Els projectes individuals també estan finançats pel banc de desenvolupament brasiler BNDES i IPHAN.
L’antropòloga social Deborah de Magalhães Lima és presidenta des del 2019.

## Programes
Monitoramento de Áreas Protegidas és un programa que controla totes les àrees protegides. Tant les Terres Indígenes com les reserves naturals hi estan incloses.
Els programes locals Rio Negro (PRN), Xingu i Vale da Ribeira no estan monotoritzats, però donen suport als pobles indígenes (Rio Negro, Xingu) i quilombos (Vale da Ribeira) per planificar i implementar un desenvolupament sostenible i respectuós amb el medi ambient.

## Publicacions
Povos Indigenas no Brasil (PIB): el projecte va ser assumit pel CEDI i actualment enumera 256 pobles existents al Brasil. Conté articles científics detallats identificats amb el nom de (gairebé) tots els grups ètnics de la llista. Les pàgines estan disponibles en portuguès, anglès i castellà.
PIB Mirim: El lloc està pensat per nens i conté informació interessant sobre el món dels pobles indígenes, especialment els nens indígenes. A més de portuguès, anglès i castellà, el lloc també està disponible en alemany, però els vídeos incrustats al lloc només estan disponibles en portuguès.
Terras Indígenas no Brasil és una base de dades de totes les Terres Indígenes del Brasil. Conté l'estat, la zona, les dades sobre la població i un mapa interactiu de les àrees protegides. Disponible en portuguès i anglès.
Unidades de Conservação em Brasil (UC) és una base de dades de totes les reserves naturals del Brasil. Conté dades importants i un mapa interactiu. Disponible en portuguès, anglès i castellà.